# (4521) Akimov
(4521) Akimov ist ein Asteroid des Hauptgürtels, der am 29. März 1979 vom russischen Astronomen Nikolai Stepanowitsch Tschernych am Krim-Observatorium in Nautschnyj (IAU-Code 095) entdeckt wurde.
Der Asteroid wurde nach dem russischen Bühnenbildner und Theaterregisseur Nikolai Pawlowitsch Akimow (1901–1968) benannt.